# 12787 Abetadashi
12787 Abetadashi là một tiểu hành tinh vành đai chính với chu kỳ quỹ đạo là 1238.3984000 ngày (3.39 năm).
Nó được phát hiện ngày 20 tháng 9 năm 1995.